# Mediazione (filosofia)
Per mediazione in filosofia s'intende il passaggio da una proposizione ad un'altra mediante la presenza di termini intermedi che rendono così possibile l'affermazione conclusiva finale.

## La mediazione formale in Aristotele

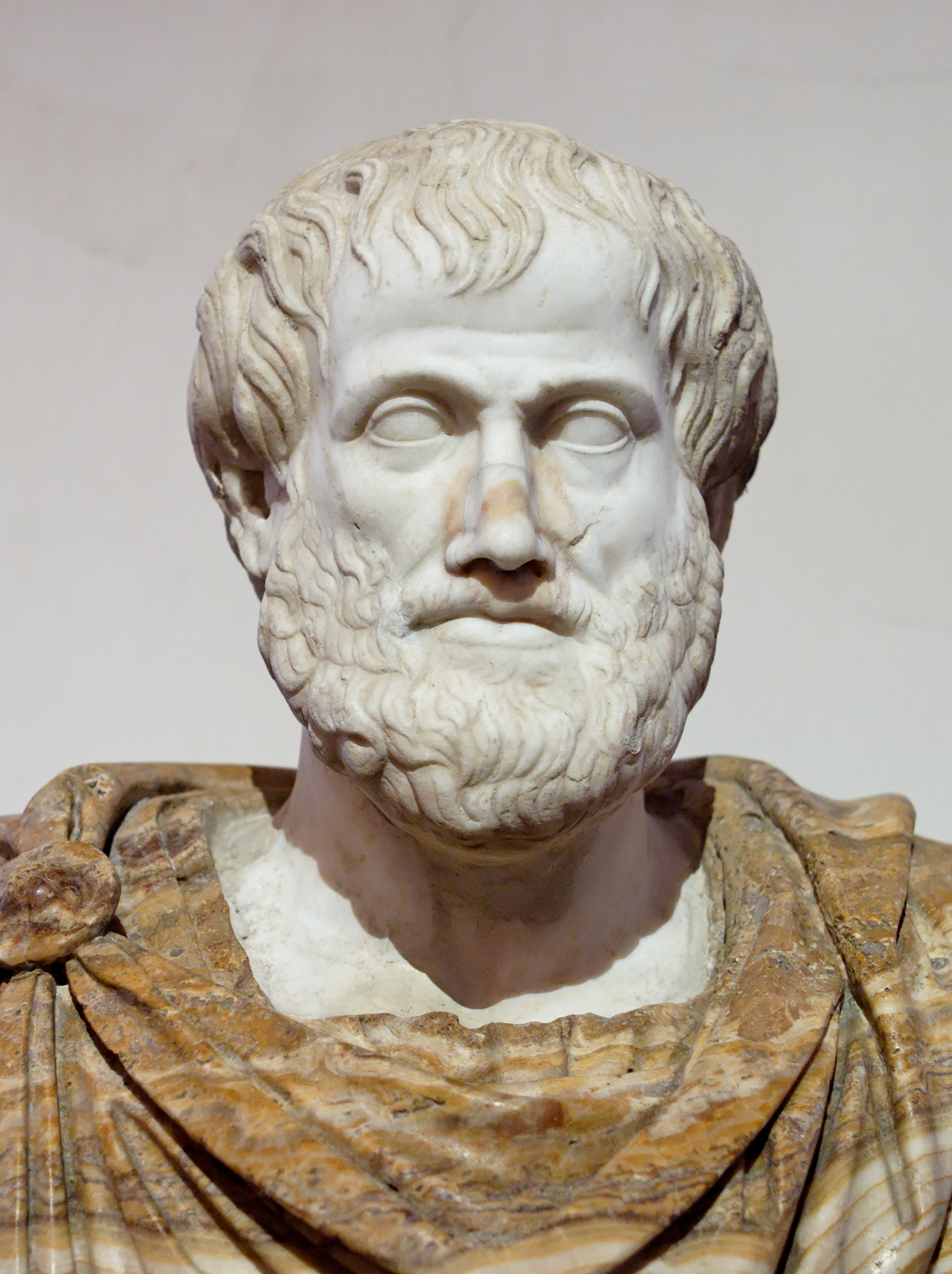
Aristotele

Aristotele chiama termine medio nel sillogismo quello contenuto nella premessa maggiore e in quella minore consentendo così la conclusione logica nella quale si annulla il termine medio. Così nell'esempio:
- (premessa maggiore) Ogni animale è mortale
- (premessa minore) Ogni uomo è animale
- (conclusione) Ogni uomo è mortale

Il termine medio (animale) è l'elemento grazie al quale avviene la mediazione fra gli altri due; questo perché il termine medio da una parte è incluso nel termine maggiore (mortale) e dall'altra include in sé il termine minore (uomo).

## Mediazione e intuizione
La mediazione risalta nel suo significato più ampio se viene contrapposta all'evidenza intuitiva con la quale cogliamo nella sua "immediatezza" , appunto senza passaggi intermedi, la conoscenza di una realtà. La mediazione invece è propria del procedimento discorsivo, razionale, mentre, secondo la moderna assiomatica, i principi da cui inizia il procedimento dimostrativo razionale sono dei "postulati" colti intuitivamente.
Secondo Hegel solo la ragione è capace di cogliere il vero mentre gli strumenti "immediati" come l'intuizione che, insieme al sentimento e alla fede, vengono messi da parte come quelle "romantiche fantasticherie" che si ritrovano nelle dottrine di Jacobi e Schleiermacher.

## La mediazione reale hegeliana

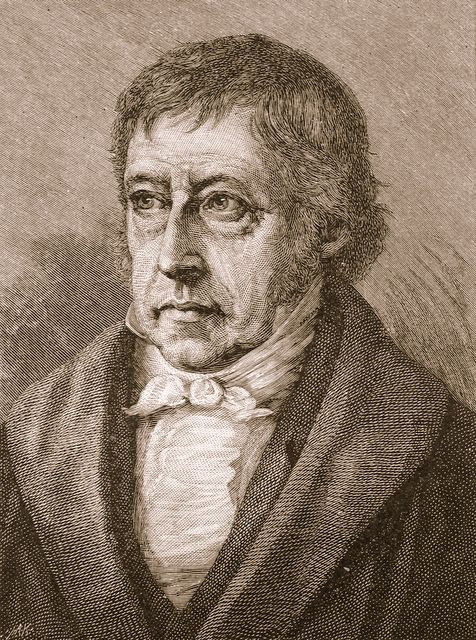
Hegel

Come la ragione così anche la mediazione nella concezione hegeliana ha una sua realtà ontologica che discende dal principio fondamentale del sistema hegeliano per cui:
Perciò la mediazione è incarnata nel termine medio dello sviluppo dialettico a tre lati come ad esempio nella triade
- idea
- natura
- spirito

dove la mediazione, rappresentata dalla natura, consente la concretizzazione dell'idea che altrimenti rimarrebbe "in sé", nella sua astratta immediatezza. L'aspetto astratto intellettivo riguarda però solo la triade in esame poiché ogni principio originario di partenza di uno sviluppo dialettico (la tesi-idea) è in effetti la sintesi di un processo precedente (idea in sé; idea fuori di sé; idea in sé e per sé). In realtà esiste un solo principio originario immediato ed indeterminato che è l'Essere al centro della trattazione della Scienza della logica.
Quindi la mediazione è sempre presente nel lato negativamente razionale, nell'antitesi, nella opposizione che collega i due termini iniziali dove si dibatte lo spirito che può procedere solo negando la negazione, (Aufhebung) rendendoli cioè uno immanente all'altro in quella mediazione concreta che raggiunge il risultato sintetico costituito dall'unità dei due opposti. 